# Eduardo Terrazas
Eduardo César Terrazas Escóbar (Portachuelo, 6 marzo 1962) è un ex calciatore boliviano, di ruolo portiere.

## Carriera

### Club
Ha sempre giocato nel campionato boliviano.

### Nazionale
In nazionale ha disputato 8 incontri, tutti nel 1983.